# Benquerencia de la Serena (kommun)
Benquerencia de la Serena är en kommun i Spanien.   Den ligger i provinsen Provincia de Badajoz och regionen Extremadura, i den centrala delen av landet, 240 km sydväst om huvudstaden Madrid. Antalet invånare är 925. Arean är 103 kvadratkilometer.
Terrängen i Benquerencia de la Serena är varierad.